# Martha Kneale
Martha Kneale (nata Hurst; Skipton, 17 agosto 1909 – 2 dicembre 2001) è stata una filosofa britannica.
Col marito William Kneale pubblicò il volume The Development of Logic che, a partire dalla seconda metà del XX secolo, rimase per diverse decadi la più importante storia della logica disponibile in lingua inglese.

## Biografia
Dopo essersi laureata al Somerville College di Oxford nel 1933, nei successivi tre anni Martha Hurst fu fellow del Lady Margaret Hall.
Nel 1938 sposò William Kneale col quale ebbe due figli: George (nato nel 1942) e Jane (coniugata Heal; nata nel 1946). Martha Kneale fu una delle prime borsiste dell'Università di Oxford a conservare tale beneficio dopo il matrimonio.
Martha acquisì notorietà con la pubblicazione del volume The Development of Logic del quale curò i capitoli dedicati alla logica dell'Antica Grecia. Indicata nel mondo accademico semplicemente come "Kneale e Kneale", essa fu l'unica grande storia della logica disponibile in inglese nella metà del ventesimo secolo e la prima grande storia della logica in inglese dai tempi di The Development of Symbolic Logic, pubblicato nel 1906 da AT Shearman. Il trattato rimase per decenni un'opera di riferimento nel campo della storia della logica. Tra il 1934 e il 1950, Martha Kneale pubblicò cinque articoli.
Si occupò della prima filosofia moderna, in particolare di Leibniz e Spinoza e delle implicazioni metafisiche del loro pensiero. Si interessò anche di parapsicologia, scrivendo numerosi articoli su questo argomento.
Dal 1971 al 1972 fu presidente della Società Aristotelica.

## Opere
- Hurst, Martha (1934). Can the Law of Contradiction be Stated without Reference to Time? Journal of Philosophy 31(19): 518–525. DOI: 10.2307/2016315. JSTOR 2016315.
- Hurst, Martha (1935). Implication in the Fourth Century B.C. Mind 44(176): 484–495. DOI: 10.1093/mind/XLIV.176.484. JSTOR 2249912.
- Kneale, Martha (1938). Logical and Metaphysical Necessity. Proceedings of the Aristotelian Society 38:253–268. JSTOR 4544309.
- Kneale, Martha (1950). What is the Mind-Body Problem? Proceedings of the Aristotelian Society 50:105–122. JSTOR 4544467.
- Kneale, Martha (1950). Is psychical research relevant to philosophy? Proceedings of the Aristotelian Society, suppl. vol 24:173–188.
- Kneale, Martha (1954). Review of Hayek, F. A. (1952) The Sensory Order (U of Chicago Press), in Philosophical Quarterly 4 (15):189.
- Kneale, William & Kneale, Martha (1962). The Development of Logic. Oxford: Clarendon Press.
- Kneale, Martha (1962). Review of De Rijk, L.M.(1962) Logica Modernorum Vol I (Assen, van Gorcum & Comp. N.V.), in Archiv für Geschichte der Philosophie 46: 125–27.
- Kneale, Martha (1966). Review of Bird, O. (1964) Syllogistic and its Extension (Prentice Hall), in Foundations of Language 2: 400–401.
- Kneale, Martha (1967). Review of Rescher, Nicholas (1967) The Philosophy of Leibniz (Prentice Hall), in Philosophical Quarterly 17 (69):359.
- Kneale, Martha (1968). Review of Sullivan, Mark W. (1967) Apuleian Logic (Amsterdam: Noord Hollandsche U. M.), in Philosophical Quarterly 18: 266–67.
- Kneale, Martha (1968). Eternity and Sempiternity. Proceedings of the Aristotelian Society 69, new series, 223–238. JSTOR 4544777.
- Kneale, Martha (1969). Dreaming: Martha Kneale. Royal Institute of Philosophy Supplement 3:236–248.
- Kneale, William & Kneale, Martha (1970. Propositions and Time. In Ambrose A. and Lazerowitz M. (eds.), G.E. Moore: Essays in Retrospect, Allen and Unwin.
- Kneale, Martha (1971). Review of Pike, N. (1970) God and Timelessness (Routledge and Kegan Paul), in Philosophy 46: 178–79.
- Kneale, Martha (1971). Our Knowledge of the Past and of the Future. Proceedings of the Aristotelian Society 72:1–12.
- Kneale, William & Kneale, Martha (1972). Prosleptic propositions and arguments. In Richard Walzer, S. M. Stern, Albert Habib Hourani & Vivian Brown (eds.), Islamic Philosophy and the Classical Tradition (Bruno Cassirer) 189–207.
- Kneale, Martha: 1972, 'Leibniz and Spinoza on Activity', in H.G. Frankfurt (ed.), Leibniz; A Collection of Critical Essays, (University of Notre Dame Press), 215–237.
- Kneale, Martha (1973). Review of Hintikka, Jaakko (1973) Time and Necessity: Studies in Aristotle's Theory of Modality (Oxford: Clarendon Press), in Philosophical Quarterly 24 (97):369.
- Kneale, Martha (1978). Review of McCrae, Robert (1976) Leibniz: Perception, Apperception and Thought (University of Toronto Press), in Mind 87: 133–35.
- Kneale, Martha (1979). Review of Repici, Luciana (1977) La Logica di Teofrasto (Bologna, Il Mulino), in The Classical Review New Series 19: 166–67.
- Kneale, Martha (1996). Introduction to H.H. Price (1996) Collected Works (Thoemmes Continuum).